# Government Issue
Government Issue — американская хардкор-панк группа из Вашингтона, действовавшая с 1980 по 1989 год. Состав группы неоднократно менялся на протяжении их девятилетнего существования; единственным постоянным членом группы оставался только их вокалист Джон Стабб. Изначально Government Issue были частью Вашингтонской хардкор-сцены, но привнесли в своё звучание элементы хэви-метала, нью-вейва, и психоделического рока на поздних записях. Хотя это и послужило причиной того, что группу временами упускали из виду действий на вашингтонской хардкор-сцене, их стилистическое разнообразие заставило их повлиять на поздних представителей панк-рока. Government Issue изредка давали реюнион-концерты в 2000-х и 2010-х годах с разным составом группы, до тех пор, пока Стабб не умер от рака желудка в 2016 году.

## История

### 1980—1981: Образование и дебют
Government Issue образовались в 1980 году под названием The Stab, собственно, именно так Джон Шредер получил свой псевдоним. Как только The Stab распались, Стабб и Марк Альберштадт (ударные) завербовали Джона Барри (гитара) и Брайена Гея (бас-гитара), поменяв название группы на Government Issue. Они дали свой дебютный концерт на двухдневном Unheard Music фестивале в декабре 1980 года, но не под названием Government Issue: Альберштадту было плохо и он был не в состоянии выступать, поэтому коллектив пригласил в качестве гостей других музыкантов, чтобы заполнить состав на две ночи сразу и выступил под названием The Substitutes. Второе выступление группы было прервано полицией.
Дебютный мини-альбом Government Issue под названием Legless Bull был записан первоначальным составом и издан лейблом Dischord Records в сентябре 1981 года, после чего Гей ушёл учиться в колледж и был заменён Брайеном Бейкером из Minor Threat, который брал перерыв время от времени. Бейкер позже отзывался: «Иэн [Маккей] и Джефф [Нельсон] имели какие-то планы с Эдди [Дженни] и Джонном Фоллсом, поэтому я присоединился к DC-группе, которая по-моему мнению больше всех нуждалась в ком-то — Government Issue. Они были хорошей группой, особенно на раннем этапе.» Также, Government Issue приняли участие в написании двух песен для Flex Your Head, сборника Вашингтонских хардкор-панк групп, который был издан лейблом Dischord в 1982 году.

### 1981—1985: Изменения в составе и лейблах звукозаписи
Изменения в составе последовали после того, как Барри покинул группу и Бейкер взялся за гитару, а Том Лайл присоединился к группе в конце 1981 года и занял место басиста. Бейкер позже прокомментировал, что его стиль игры на гитаре не очень совпадал со звучанием группы: «Я не был басистом и в Government Issue у меня был шанс поиграть на гитаре. Им было лучше с Джоном Барри в роли гитариста, они были самой крупной группой, в которой я когда-либо был. Всё их звучание было построено на его безумной игре на гитаре, которую я повторить не мог. Я играл как Эйс Фрейли.» Состав группы в виде Стабба, Бейкера, Лайла и Альберштадта записали мини-альбом Make an Effort, изданный в 1982 году лейблом Fountain of Youth Records. Бейкер позже опять присоединился к Minor Threat в начале 1982 года, отзываясь что его уход «Джон Стабб воспринял дружелюбно только после того, как успокоился, в отличие от других, которые сразу всё поняли и приняли без проблем.»
Лайл взял на себя роль гитариста и Митч Паркер присоединился к группе на место басиста, чтобы записать дебютный лонгплей Government Issue Boycott Stabb 1983 года, который был спродюсирован Иэном Маккейном. Роб Мосс временно заменил Паркера на басу, перед тем, как Майк Феллоуз присоединился к группе, чтобы записать второй их альбом Joyride 1984 года, спродюсированный Брайеном Бейкером. Вскоре Феллоуз перешёл к Rites of Spring и был заменён Джоном Леонардом, после чего коллектив записал The Fun Just Never Ends 1985 года. Government Issue пришлось сменить множество лейблов от Fountain of Youth до Mystic Records, в надежде на то, что доход будет побольше, выпустив ещё два релиза в 1985 году: мини-альбом Give Us Stabb or Give Us Death и концертный альбом Live on Mystic.

### 1986—1989: Последний состав и распад группы
Леонард и Альберштадт покинули группу, когда они записывали одноимённый альбом Government Issue 1986 года, из-за которого группа восстановила контракт с Fountain of Youth; альбом был завершён с Шоном Салей на ударных и бывшим басистом группы Minor Threat Стивом Хансгеном. Другие участники Government Issue заметили как Стабб двигался в более мелодичном направлении, отступив от традиционного хардкора, находясь под влиянием готик-роковского звучания группы The Damned. Позже коллектив покинули Хансген и Салей и были заменены Джеймс Роббинсоном и Питером Моффеттом, соответственно, и Government Issue заключили контракт с Giant Records, чтобы записать альбом You выпущенный в 1987 году, который рассказывал об отношениях Стабба с несовершеннолетней девушкой. Альбом Crash 1988 года продолжал движение группы в сторону большего музыкального разнообразия, и Giant Records переиздали все релизы группы, которые были ранее выпущены лейблом Fountain of Youth. Однако, коллектив распался в 1989 году. По словам Роббинсона, распаду группы способствовали авария и творческие разногласия участников коллектива:

Конец G.I. наступил летом '89 года. Посмотрев на ситуацию с объективной стороны, совершив ужасные туры по США и Европе, и после страшной аварии в Англии, где Пит повредил свою щиколотку, у нас возникло чувство, что мы бьёмся своими же головами об стену. И так было понятно, что у каждого из нас были свои идеи, планы. Я думаю, эти ребята просто устали работать друг с другом. Мы дали последний концерт в клубе 9:30, который был массовым, смешным и весёлым. Вот как всё было.

### После распада
После распада Government Issue, участники взялись за другие музыкальные проекты. Лайл выпустил сольный альбом под названием Sanctuary в 1992 году. Роббинс сформировал Jawbox в то время, как Моффетт присоединился к Wool, и позже оба воссоединились в en:Burning Airlines. Стабб вернул себе прежнее имя, сотрудничая с разными Вашингтонскими группами в 1990-е года, перед образованием en:The Factory Incident в 2000 и, затем, History Repeated в 2008.
Около десяти лет спустя после распада группы, начали выпускаться некоторые сборники и переиздания их релизов. В 2000 году en:Dr. Strange Records издал карьерную ретроспективу en:Complete History Volume One, и позже en:Complete History Volume Two в 2002. Dischord Records переиздали Legless Bull в 2002 году, в то время, как Dr. Strange выпустил Strange Wine: Live at CBGB August 30th, 1987 в 2003, состоящий из концертных и студийных записей обработанных Томом Лайлом. В 2005 году был выпущен видео-альбом Live 1985.
17 июля 2007 года, на Джона Стабба напали пятеро человек возле его дома и ему потребовалась серьёзная лицевая реконструктивная хирургия. Затем в то время, чтобы помочь ему, его жена Мика Акерман оплатила ему лечение и потерянные деньги; благотворительный концерт состоялся 23 сентября 2007 года, который был организован воссоединённым составом в виде Стабба, Тома Лайла, и Брайена Бейкера; к ним присоединился Уильям Кнапп в качестве барабанщика; коллектив выступил под названием «Government Re-Issue». Часть доходов от выступления на en:Riot Fest концерте была пожертвована Стаббу на лечение, а также Джеймсу Роббинсону, сыну которого диагностировали спинальную мышечную атрофию. В 2009 году en:DC-Jam Records выпускает The Punk Remains the Same, мини-альбом концертных записей Government Issue, которые были записаны в 1982 и 1983 году.
Government Issue воссоединились второй раз, чтобы выступить в Вашингтоне 11 декабря 2010 года. Концерт организовал последний на момент распада группы состав (Стабб, Лайл, Роббинс и Моффетт); концерт был организован с целью оплаты лечения местного диджея. 11 апреля 2014 года, Government Issue воссоединились последний раз с первоначальным составом состоящим из Стабба, Джона Барри, Брайена Гея вместе с Карлом Хиллом на ударных для выступления на Damaged City фестивале в Вашингтоне, округ Колумбия. После окончательного реюнион-выступления, Стабб сказал «Government Issue опять воссоединились, и нам было очень весело выступать на Damaged City Fest 2014, поэтому мы решили продолжать в том же духе.» Группа продолжала выступать в 2015 году: в феврале они приняли участие в Bad Ass Weekend фестивале в Хьюстоне и устроили тур по Юго-востоку США в октябре и ноябре, включая выступление на en:The Fest. 7 мая 2016 года, Стабб умер от рака желудка в возрасте 54 лет.

## Музыкальный стиль и влияние
Government Issue были одной из самых лучших групп в истории американского хардкора. Так или иначе, их сглазили. Их автофургон разбился; они устраивали туры, на которые приходило по десять человек на концерт из-за отсутствия рекламы — всё плохое, что могло случиться с любой группой, случилось именно с ними. Но они были поразительны.
Хотя Government Issue и начинали как хардкор-панк группа, через некоторое время их музыка эволюционировала, чтобы включить в себя другие стили. Стивен Блаш, автор en:American Hardcore: A Tribal History, пишет, что они «соперничали с Minor Threat за первое место среди [вашингтонских] групп в 1981—1982 годы» и, что Legless Bull является «лучшим примером пригородного хардкора.» Но к 1982 году, вместе с Брайеном Бейкером и Томом Лайлом в составе, звучание группы больше приблизилось к тяжёлому року, нежели чистому хардкору. Стив Хьюи из Allmusic отметил, что коллектив «в своих ранних записях нёс факел традиционного хардкор-панка, но позже они превратились в нечто более авантюрное, добавив в своё звучание нотки метала, новой волны поп-музыки, и психоделии».
Одноимённый альбом группы Government Issue 1986 года показывает то, как Стабб двигался в более мелодичном направлении, находясь под влиянием готик-рок группы The Damned, и в альбоме Crash 1988 года группа была в своём наибольшем музыкальном разнообразии. Позже Стабб от себя отметил, что Government Issue «доказал, что мы были больше, чем просто хардкор группа. Мы закончили школу 'шума и криков' и мы действительно потрясли некую часть нашей панк-аудитории», и, что «мы перешли из хардкорного мира в мелодичный, хорошо-продуманный панк с явным преимуществом поп-музыки.» Аарон Бёрджесс из Alternative Press отметил, что непрерывная эволюция в звучании группы в течение их девятилетнего существования сделала их музыку более влиятельной для последующих поколений панк-рок групп:

Несмотря на то, что они начинали с твёрдого, типичного для G.I. мелодичного хардкора, они не боялись позволить внешним воздействиям, какими бы нелепыми они ни были, заразить их музыку, — или, в случае Стабба, их образ […] Таким образом, в то время как прически и сценическая одежда Стабба становились все более странными, группа черпала музыкальное вдохновение из поп-музыки, готики, психоделии, ближневосточной музыки и не только. И хотя подобные изменения могут показаться предательством для группы, которая когда-то написала песню под названием «Рок-н-ролльное дерьмо», они были существенно важным шагом в эволюции [вставьте сюда название любого эклектического панковского CD-диска, который вы слушаете сегодня].

Однако, несмотря на то, что они следовали sXe идеологии, стилистический рост группы от одного альбома к другому, оттолкнул большую часть их ранней хардкор-аудитории. Блаш пишет, что «К сожалению, большинство тех, кто ходил на концерты G.I. в 80-е годы, всё ещё ожидали услышать тот хардкор, который бы напоминал их первый мини-альбом. Группа двигалась в мягком, подобному R.E.M. движении, и всем их фанатам было насрать на такую глубокую зрелость группы.» Хьюи отмечает, что группа «немного упускается из виду, в отличие от других вашингтонских хардкор-групп их времени, отчасти потому, что их музыка вовсе не вписывается в прото-эмо звучание большей части местной Dischord-конюшни», в то время как Берджесс отмечает, что они, тем не менее, «создали свою историю, никогда не вписываясь в сцену, которую, конечно же, большинство людей связывало со своим городом.»

## Состав группы
- Джон Стабб[англ.] — ведущий вокал (1980 — июнь 1989, воссоединительные концерты 2007 и 2010, 2014—2016)
- Марк Альберштадт — ударные (1980 — январь 1986)
- Джон Барри — гитара (1980 — ноябрь 1981, 2014—2016)
- Брайен Гей — бас-гитара (1980 — сентябрь 1981)
- Брайен Бейкер — бас-гитара (сентябрь — ноябрь 1981, воссоединительный концерт 2007), гитара (ноябрь 1981 — апрель 1982)
- Том Лайл — бас-гитара (октябрь 1981 — апрель 1982), гитара (апрель 1982 — июнь 1989, воссоединительные концерты 2007 и 2010)
- Митч Паркер — бас-гитара (лето 1982 — лето 1983)
- Роб Мосс — бас-гитара (лето — осень 1983)
- Майк Феллоуз — бас-гитара (осень 1983 — весна 1984)
- Джон Леонард — бас-гитара (весна 1984 — зима 1985)
- Стив Хансген — бас-гитара (лето 1986)
- Шон Салей — ударные (зима — лето 1986)
- Джеймс Роббинс — бас-гитара (лето 1986 — июнь 1989, воссоединительный концерт 2010)
- Питер Моффетт — ударные (лето 1986 — июнь 1989, воссоединительный концерт 2010)
- Уильям Кнапп — ударные (воссоединительный концерт 2007)
- Карл Хилл — ударные (2014 — весна 2015)
- С. Дуэйн Брунер — бас-гитара (2015)
- Эван Таннер — ударные (лето — осень 2015)

## Дискография

### Студийные альбомы
- Boycott Stabb (1983)
- Joyride (1984)
- The Fun Just Never Ends (1985)
- Government Issue (1986)
- You (1987)
- Crash (1988)

### Концертные альбомы
- Live! (1985)
- Finale (1989)
- No Way Out 82 (1990)
- Strange Wine: Live at CBGB August 30th, 1987 (2003)

### Синглы и мини-альбомы
- Legless Bull (1981)
- Make an Effort (1982)
- Give Us Stabb or Give Us Death (1985)
- Fun And Games (1988)
- Strange Wine EP (1988)
- Video Soundtrack (1989)
- G.I.'s First Demo (2004)
- The Punk Remains the Same (2009)

### Сборники
- Joyride / The Fun Just Never Ends (1990)
- Beyond (1991)
- Best Of Government Issue • Live — The Mystic Years (1992)
- Make An Effort (1994)
- en:Complete History Volume One (2000)
- en:Complete History Volume Two (2002)

### Видео-альбомы
- Live 1985 (2005)
- A HarD.C.ore Day’s Night (2008)